# Apollonius Jan Cornelis Lampsins

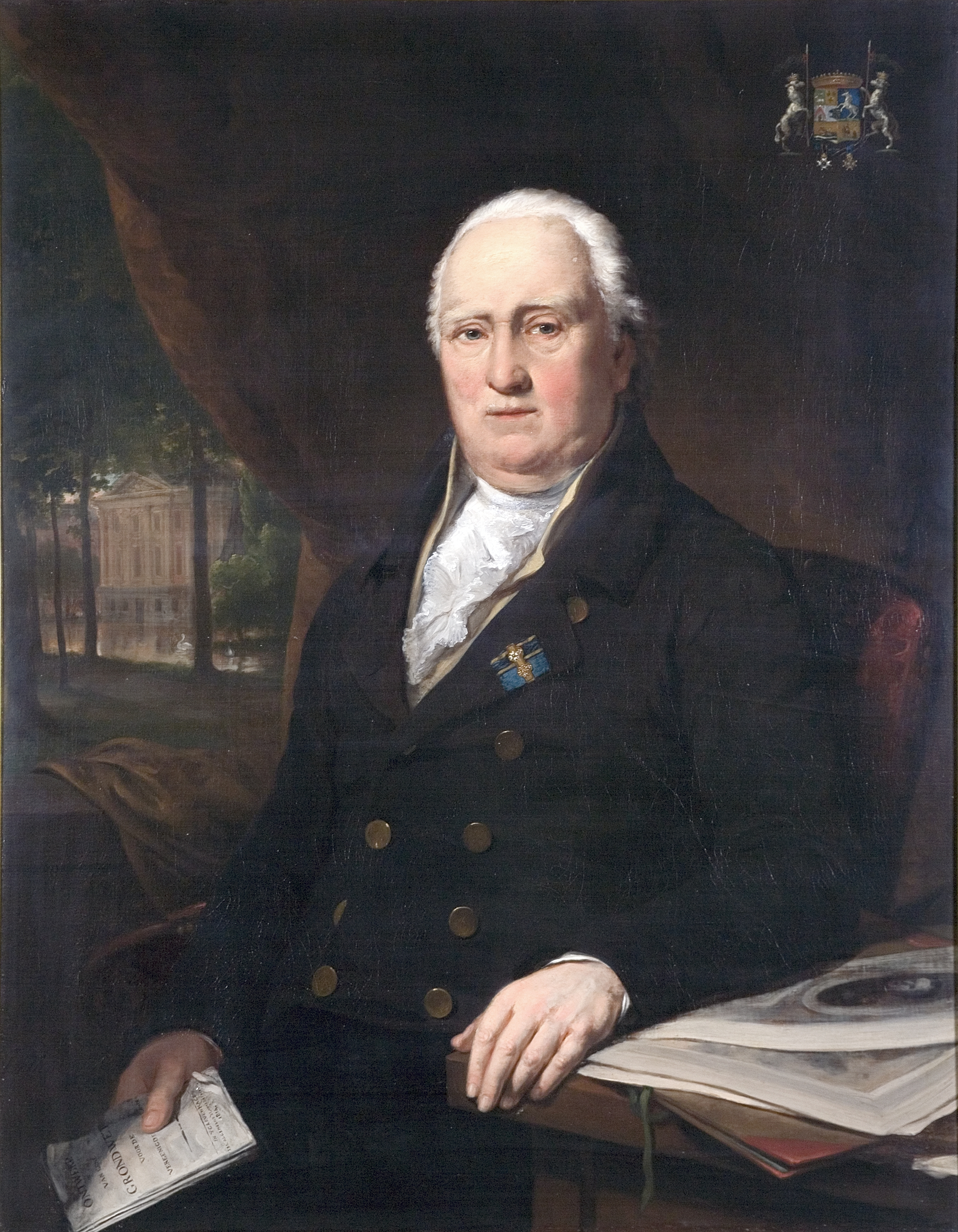
Apollonius Jan Cornelis baron Lampsins heer van Swieten (1754-1834. Foto: Zeeuws maritiem muZEEum.

Lampsins wapen. Gevierendeeld; I opnieuw gevierendeeld; a in groen een zilveren Agnus Dei, goud gekroond, met een gespleten gouden banier aan een rode stok; b in goud etc.

Apollonius Jan Cornelis baron Lampsins (Amsterdam, 1754 – 's-Gravenhage, 1834), Baron van Tobago en heer van Swieten, was een telg uit de Zeeuwse redersfamilie Lampsins. Zijn vader was Johan Cornelis Lampsins, en zijn moeder was Margaretha Sautijn. De patriottische politici Gerrit de Graeff en Pieter Clifford waren via Maria Elisabeth Sautijn zijn neven.

## Ambten
Lampsins vervulde diverse ambten, zoals:
- bewindvoerder van de West-Indische Compagnie vanaf 1777
- kasteelheer van het Kasteel Swieten
- ridder in de Orde van de Nederlandse Leeuw
- ridder van de Guelphenorde
- raad van Amsterdam
- in 1786 een jaar directeur van de Sociëteit van Suriname
- baljuw van Vlissingen 1787-1795
- kamerheer der Koning van Pruisen 1796-1812
- lid van de Eerste Kamer der Staten-Generaal 1815-1822
- kamerheer in buitengewone dienst van koning Willem I
- lid van de Grondwetscommissie 1813-1814
- lid van de Grote Vergadering der Notabelen (1814)
- directeur van de Koninklijke Bibliotheek
- lid der Ridderschap van Zeeland

## Huwelijk
Hij trad in 1773 te Amsterdam in het huwelijke met Anna Margaretha Hartsinck (Amsterdam 1751–Amsterdam 1783). Zij was een volle nicht van Henriëtte d'Oultremont de Wégimont, de latere morganatische echtgenote van koning Willem I.

## Portret
Op portret in het Zeeuws maritiem muZEEum is Lampsins afgebeeld in zwarte rokjas, okerkleurig vest, witte halsdoek en jabot, gepoederde pruik. Zijn linkerarm rust op tafel met paperassen waaronder een gegraveerd portret van koning Willem I. In de rechterhand de grondwet van 1814. Op achtergrond het gebouw van de Hoge Raad te Den Haag.